# Spot Image
Spot Image — публічне товариство з обмеженою відповідальністю, створене у 1982 році національним Французьким космічним агентством, англ. Centre National d'Etudes Spatiales (CNES), IGN і Space Manufacturers (Matra, Alcatel, SSC тощо), є дочірньою компанією Airbus Defense and Space (99 %). Компанія є комерційним оператором супутників спостереження за Землею SPOT.